# Посевание

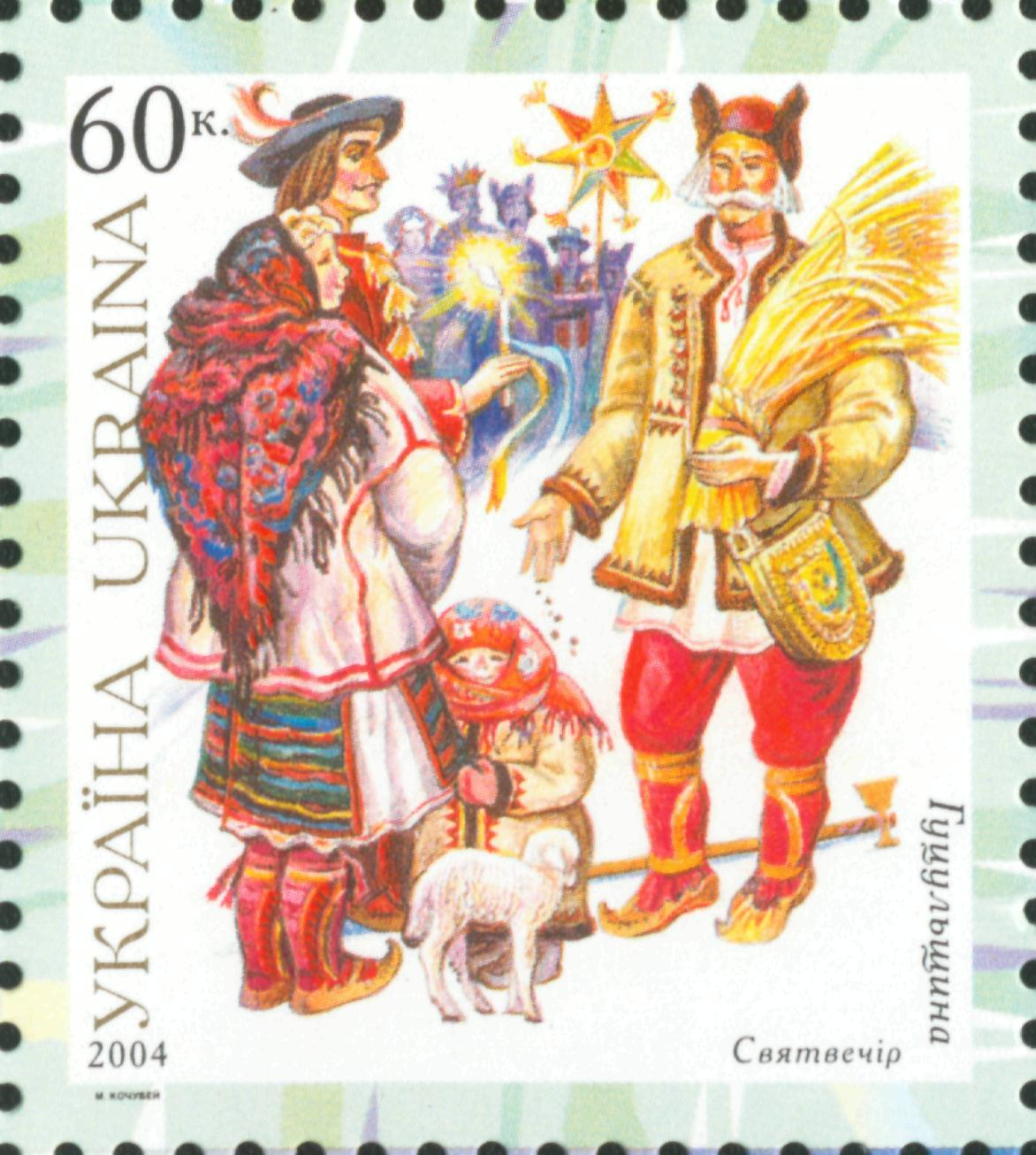
«Святвечір. Гуцульщина». Марка Украины, 2004

Посевание (рус. (ходить) посевать, обсевать, засевать; бел. засеўкі, абсяванне; укр. засявуха, засівати, посівати; пол. posiewać — Подляшье) — восточно-славянский обряд, совершавшийся в первый день нового года или на Рождество и направленный на обеспечение урожая в наступившем году. Входил в состав новогодних обходов домов и включал ряд действий, относящихся к магии первого дня. В Польше и Словакии точно такой же обряд назывался chodzić na podsypkę (ходить на посыпку) или obsypka (обсыпка). Обряд схож с западно- и южнославянским обрядом «полазник».

## Обряд
Основными исполнителями обряда чаще всего были дети. Обряд исполнялся обычно утром. Как правило, он имел земледельческую направленность: небольшие группы детей (преимущественно мальчиков, что дополнительно указывает на их роль «сеятелей») обходили дома, где, войдя в горницу, имитировали сев или просто обсыпали хозяев, комнату и особенно красный угол зерном. Для «посевания» использовали специальные или обычные рукавицы, в которые заранее насыпали «пашню», т. е. посевное зерно: рожь, пшеницу или ячмень, или использовали для этого оторванный от старой рубахи рукав. Иногда носили два таких рукава: во второй складывали гостинцы и подарки (выпечку, сладости, конфеты, мелкие деньги).
Когда дети «посевали», хозяйки старались фартуками поймать разлетающиеся зерна, чтобы накормить ими кур, которые от этого, как считалось, лучше неслись. Иногда собранное после ухода детей зерно ссыпали в решето, из которого кормили кур, чтобы они не разбредались по чужим дворам. С курами были связаны и другие детали обычая. Когда первые «посевальники» заходили в дом, хозяйка заставляла их разуться и сажала на пороге, чтобы куры неслись в доме, а хозяин в это время шёл в сарай и сгонял кур с насеста, чтобы куры быстрее неслись.
«Посевание» сопровождалось произнесением коротких приговоров и заклинаний поздравительного и благопожелательного типа, в которых также присутствовала просьба об угощении. Зачином часто была фраза: «Сею, посеваю, с Новым годом поздравляю!» (в.-слав.).

Роди, боже, жито, пшеницу,
Горох, чечевицу, всяку пашницу.
Из одного колосочка будет жита бочка.
Дай тебе Боже, хозяин,
Сынов женить, дочерей замуж отдавать,
Горилки гнать, пива наварить! (Курская губ.)

Во многих приговорках русских, белорусских и украинских приговорках упоминалась пуга (плётка) Василия, Ильи или Коляды:

| Оригинал Ходе Ілля на Василя, Несе пугу метяную. Туди махне i сюди махне; У полi ядро, а вдома добро. Зроди, Боже, жито, пшеницю, Усяку пашницю! | Перевод с украинского Ходит Илья на Василия, Несёт пугу метяную Туда махнёт и сюда махнёт; В поле ядро, а в доме добро. Зароди Боже, жито, пшеницу, Всякую пашницу! |

| Оригинал Ходзя Каляда па хатам, Нося пугу жыцяную. Дзе замахне — жыта расце, Дзе не махае — там не бывае. Сею, сею, пасяваю, З Новым годам вас вітаю! Святая Каляда дзяжу мясіла, Пірагі пякла і рагатыя і багатыя. Друга Каляда — Зіме сярэдзінка. | Перевод с белорусского Ходит Коляда по хатам, Носит пугу житяную. Где махнёт — там жито растёт, Где не машет — там не бывает. Сею, сею, посеваю, С новым годом поздравляю! Святая Коледа дежу месила, Пироги пекла и рогатые и богатые. Вторая Коляда — Зиме серединка. |

| Оригинал Na szczejscie, nа zdrowie, nа ten Nowy Rok. Zeby się warn lepiej powodzilo jak zeszly rok. (Подлясье) | Перевод с польского На счастье, на здоровье, на этот новый год. Чтобы вам везло больше, чем в прошлом году. |

Сеем, сеем, посяваем,
С Новым годом поздравляем,
Чтоб здоровеньки були да гарилочки пили.
Хоть так, хоть не так,
Давай, бабушка, пятак.
Скорейте дарите да нас не барите,
Коротки свитки, померзли лытки.
Коротки пальтушки, постыли пятушки. (Брянщина)

Совершать обряд могли не только дети, но и взрослые, например пастухи, и тогда характер пожеланий менялся: «На телицу, на кудрявую хвостицу, третий для здоровья!», — приговаривал подмосковный пастух, трижды рассеивая зерно по комнате.

## Посевание и Полазник
У западных славян широко известно новогоднее осыпание хозяев зерном, впрочем, никак не связываемое с «севом». В Польше существует обычай хождения w podłazy, na podłaz(y), суть которого в том, что на Рождество и на Новый год люди ходят к друг другу в гости с поздравлениями по случаю праздника и благопожеланиями на будущий год; при этом пришедшие осыпают хозяев овсом,  а хозяева их потом угощают. Часто это первые гости, к которым особое отношение. Этот обычай известен на юго-западе и юге Польши, в предгорных и горных районах Силезии, на Подгалье, местами в Бещадах.